# Правила безпеки у вугільних шахтах
Правила безпеки у вугільних шахтах — нормативний акт про охорону праці у вугільній промисловості України. Затверджений наказом Державного комітету України з промислової безпеки, охорони праці та гірничого нагляду 22.03.2010 № 62, зареєстровано в Міністерстві юстиції України 17 червня 2010 р. за № 398/17693. Правила поширюються на всі підприємства та організації, що здійснюють діяльність на вугільних шахтах, незалежно від форм власності.
Відповідно до статті 3 Гірничого закону України «Правила безпеки…» визначають норми і правила безпечного ведення гірничих робіт, використання гірничошахтного і електротехнічного устаткування, рудникового транспорту, вимоги щодо провітрювання і протиаварійного захисту гірничих виробок, дотримування пилогазового режиму, виробничої санітарії, охорони праці та довкілля. Вимоги «Правил…» є обов'язковими для всіх працівників, які беруть участь у проєктуванні, будівництві та експлуатації гірничих виробок, будівель, споруд, машин, устаткування, приладів і матеріалів, а також для осіб, чия робота або навчання пов'язані з відвідуванням шахт.
«Правила...» складаються з підрозділів, що регламентують:
- загальні вимоги безпеки (основні положення, вимоги до матеріалів, устаткування, технологій, вимоги до персоналу шахт і обов'язки працівників);
- правила ведення гірничих робіт (влаштування виходів з гірничих виробок, проведення, утримання і ліквідації гірничих виробок та шахт, додаткові вимоги безпеки при розробці пластів, схильних до газодинамічних явищ);
- вимоги до провітрювання підземних виробок та пилогазового режиму;
- вимоги до рудникового транспорту, підіймальних установок, електротехнічного господарства, компресорних установок, засобів зв'язку та сигналізації, рудникового освітлення;
- правила безпеки щодо попередження і гасіння пожеж, запобігання затопленню гірничих виробок;
- вимоги до виробничої санітарії та підтримання належного екологічного стану шахт і захисту довкілля.

Правила доповнюються додатками — інструкціями, які пояснюють способи та методи виконання деяких складних положень Правил. Правила змінюються і доповнюються залежно від змін технології вуглевидобування.